# Cerastium cacananense
Cerastium cacananense là loài thực vật có hoa thuộc họ Cẩm chướng. Loài này được Möschl mô tả khoa học đầu tiên năm 1957.